# Grigorowitsch DG-56
Die Grigorowitsch DG-56 (russisch Григорович ДГ-56, auch Grigorowitsch LK-3, ЛК-3) war das Projekt eines sowjetischen, mit zwei 825 PS leistenden Triebwerken Hispano-Suiza 12 Ybrs ausgerüsteten dreisitzigen Langstreckenjägers. Als Höchstgeschwindigkeit wurden 438 km/h errechnet. Die Bewaffnung sollte aus acht SchWAK-Maschinenkanonen bestehen. Der Bau des nur einsitzigen Prototyps wurde 1935 begonnen, jedoch wurde das Projekt bereits 1936 noch vor Fertigstellung der Maschine eingestellt.